# Friedhofskapelle Lilienthal

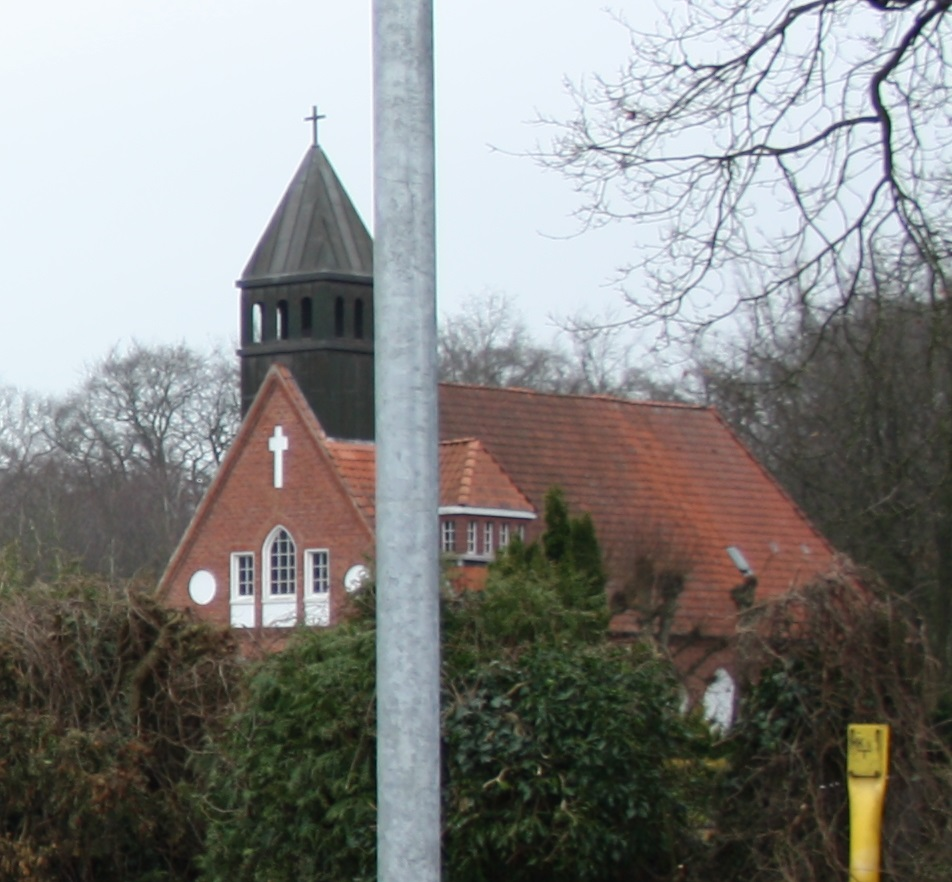
Friedhofskapelle Lilienthal

Die Friedhofskapelle Lilienthal in der niedersächsischen Gemeinde Lilienthal-Falkenberg, Falkenberger Landstraße 4 B, im Landkreis Osterholz stammt vom Anfang des 20. Jahrhunderts.
Das Gebäude steht unter Denkmalschutz (siehe auch Liste der Baudenkmale in Lilienthal).

## Geschichte und Beschreibung
Lilienthal geht auf die Gründung des Klosters Lilienthal im 13. Jahrhundert zurück.
Die St.-Jürgens-Kirche verfügt über zwei Friedhöfe. Der ältere von ihnen umgibt das Kirchengebäude aus dem 12. Jahrhundert. Nach mehreren Jahrhunderten musste wegen Platzproblemen ein neuer Friedhof angelegt werden. Der neue kirchliche Friedhof Lilienthal Falkenberg entstand von 1847 bis 1850 am anderen Ende des Gemeindegebietes. Der Friedhof nahm zunächst die Verstorbenen aller der ehemals selbständigen Gemeinde St. Jürgen angeschlossenen Orte auf.
Das eingeschossige verklinkerte Saalgebäude mit hundert Plätzen und mit ziegelgedecktem Satteldach (Walm im Südosten) wurde in Nordwest-Südost-Richtung 1912/13 nach Plänen von Emil Högg (Dresden) im Heimatschutzstil gebaut. Gestaltet wurde das Haus mit dem später vergrößerten quadratischen Dachreiter mit drei Schallöffnungen an allen vier Seiten und einem Zeltdach sowie mit spitzbogigen Fensteröffnungen. Die Vorhalle an der Eingangsseite an der Nordwestseite wird durch vier Säulen getragen. An der Gebälk- und Gesimszone sind schmiedeeiserne Anker als Christussymbol geformt. Im Inneren wurde die Kapelle durch Tonnengewölbe überspannt. 1957 hat der Kirchenmaler Hermann Oetken sie auch zu einer Gedenkstätte für die Gefallenen und die Opfer der Weltkriege ausgestaltet.
Das Landesdenkmalamt befand u. a.: „… zentral auf dem in regelmäßigen Strukturen angelegten Lilienthaler Friedhof …“